# Colombes
Colombes är en kommun i departementet Hauts-de-Seine i regionen Île-de-France i norra Frankrike. Kommunen är chef-lieu över 3 kantoner som tillhör arrondissementet Nanterre. År 2022 hade Colombes 90 692 invånare.

## Befolkningsutveckling
Antalet invånare i kommunen Colombes
| Referens: INSEE |